# Lorenzo Magalotti
Lorenzo Magalotti (ur. 1 stycznia 1584 we Florencji, zm. 19 września 1637 w Ferrarze) – włoski kardynał.

## Życiorys
Był synem senatora Vincenzo Magalottiego i Clarice Capponi. Jego siostra Costanza była żoną Carlo Barberiniego, brata Urbana VIII. Studiował nauki prawne w Perugii, natomiast na Uniwersytecie w Pizie uzyskał doktorat utroque iure. Po śmierci ojca w 1608, przeniósł się do Rzymu, gdzie rok później został referendarzem Najwyższego Trybunału Sygnatury Apostolskiej. W latach 1612–1614 był wicelegatem w Bolonii, a w 1618 – w Viterbo. W maju 1623 był sekretarzem Świętej Konsulty, natomiast od września tego roku do maja 1628 pełnił funkcję sekretarza stanu. 7 października 1624 został kreowany kardynałem diakonem i otrzymał diakonię Santa Maria in Aquiro. 16 grudnia tegoż roku został podniesiony do rangi kardynała prezbitera. Jako kardynał był członkiem Kongregacji ds. Wód, Kongregacji ds. Ceremoniału, Kongregacji ds. Immunitetów i Kongregacji Propagandy Wiary. Był także inkwizytorem generalnym Rzymskiej Inkwizycji.
5 maja 1628 został wybrany biskupem Ferrary. Nominacja ta miała charakter "oddalenia poprzez awans". W otoczeniu papieża Urbana VIII coraz większą rolę odgrywał jego bratanek Francesco Barberini (1597–1679), który z racji młodego wieku dotąd pozostawał w cieniu starszego i bardziej doświadczonego Magalottiego. Ponadto w lutym 1628 Urban VIII ogłosił nominację dla drugiego ze swoich bratanków, ambitnego Antonio, co powodowało zepchnięcie Magalottiego na dalszy plan. Funkcję biskupa Ferrary Magalotti pełnił aż do śmierci.